# Steven Haro
Pour les articles homonymes, voir Haro.
Haro  Criollo est un nom espagnol. Le premier nom de famille, en général paternel, est Haro ; le second, en général maternel, souvent omis, est Criollo.
Wilson Steven Haro Criollo, né le 5 janvier 1998 à Urcuquí, est un coureur cycliste équatorien. Il évolue au sein de l'équipe Banco Guayaquil-Ecuador.

## Biographie
Steven Haro commence le cyclisme grâce à un vélo offert par son père lorsqu'il a 8 ans. Durant son adolescence, il a représenté la province de Pichincha.
Chez les juniors, il obtient une médaille de bronze en poursuite par équipes aux championnats panaméricains de 2015. Il fait ensuite ses débuts espoirs en 2017 au sein de l'équipe continentale Ecuador. Dès sa première saison, il termine dixième de la Vuelta a la Independencia Nacional. En 2018, il participe au Tour du Portugal, sa première course en Europe, où il se classe 33e.
En 2019, il remporte le Tour de Miranda et termine sixième du Tour de l'Espoir (Coupe des Nations U23) et du Tour du Venezuela, ou encore dixième du championnat panaméricains espoirs. Au mois d'aout, il se classe vingtième et meilleur coureur de la délégation équatorienne au Tour de l'Avenir. Après ces performances, il signe chez les amateurs de Caja Rural-Seguros RGA pour la saison 2020,.

## Palmarès sur route

### Par année
- 2019
  - Classement général du Tour de Miranda
- 2020
  - Clásica Sin Fronteras
- 2021
  - Tour de l'Équateur : 
    - Classement général
    - 6e étape
- 2022
  - 2e étape de la Vuelta Bantrab
  - 1re étape de la Vuelta a Nariño
- 2024
  - 3e étape du Tour de l'Équateur
- 2025
  - 2e étape de Yo Vivo Seguro

### Classements mondiaux
| Année                                 | 2017  | 2018  | 2019 | 2020 | 2021 | 2022 | 2023  | 2024  |
| ------------------------------------- | ----- | ----- | ---- | ---- | ---- | ---- | ----- | ----- |
| Classement mondial                    | 2696e | 1782e | 795e | nc   | 959e | 518e | 1156e | 1161e |
| UCI America Tour                      | 392e  | 206e  | 93e  | nc   | 129e | 44e  | nc    | nc    |
|                                       |       |       |      |      |      |      |       |       |
| Légende : nc = non classéSource : UCI |       |       |      |      |      |      |       |       |

## Palmarès sur piste

### Championnats panaméricains
- 2015
  -  Médaillé de bronze de la poursuite par équipes juniors